# Jaborandiblad
Jaborandiblad, från Folium jaborandi, är en drog som utvinns av bladen av flera Pilocarpus-arter, speciellt Pilocarpus pennatifolius, hemmahörnade i Brasilien. Bladen är parbladiga med uddblad, småbladen styva, läderartade, äggformade helbreddade och till färgen grågröna med gula nerver. Bladen innehåller små oljeförande celler. Smaken är bitter och skarp och doften svagt aromatisk.

## Framställning
För utvinning av drogen extraheras jamborandibladen med etanol och centrifugeras. Alternativa metoder med användning av svavelsyra och ammoniumhydroxid kan också förekomma. Den aktiva substansen pilokarpin separeras därefter.

## Användning
Drogen innehåller alkaloiderna pilokarpin, pilokarpidin och jaborin. Det verksamma ämnet är pilokarpin (tillhörande muskaringruppen), som i rent tillstånd är en färglös tjockflytande vätska. Den är lättlöslig i vatten, kloroform och etanol, men olöslig i eter. Med syror bildar den salter, av vilka pilokarpinhydroklorid, Pilokarpini hydrochloridum, har haft stor användning mot uremi och andra njursjukdomar, sedan jaborandi år 1873 introducerades i Europa av den fransk läkaren Symphronio Coutinho.
I modern medicin används den för behandling av försämrad salivproduktion i samband med strålbehandling.
Den har också användning som glaukomläkemedel. Pilokarpin sänker trycket i ögat genom att underlätta utflödet av kammarvätskan som cirkulerar i främre delen av ögat. Pilokarpin ger även en förminskning av pupillen.
Så kallad flyktig jamborandiolja framställs genom att de torkade bladen destilleras med vatten och består av en starkt luktande gulaktig vätska.